# Vizzani
Vizzani, famiglia compresa nel ristretto gruppo delle senatorie bolognesi, ha dato alla città di Bologna intellettuali, storici, senatori e mecenati, in particolare tra il 1400 e la fine del Seicento, epoca in cui si estinse.

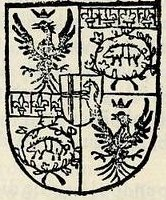
Stemma Vizzani

La sua dimora principale, palazzo Vizzani (ora "Vizzani-Lambertini-Sanguinetti") di via Santo Stefano a Bologna, eretto tra il 1556 e il 1566, è un'importante opera post-rinascimentale attribuita all'architetto Bartolomeo Triachini; il palazzo ebbe fama anche nell'ambito della vita culturale bolognese, perché due fratelli Vizzani, Camillo e Pompeo, vissuti nel XVI secolo, vi tennero le riunioni dell'Accademia degli Oziosi, da loro stessi fondata.
Di questa famiglia fecero parte Melchiorre, che a metà del XV secolo, già senatore di Bologna, fu annoverato per volontà di Papa Niccolò V fra i senatori di Roma e, tra XVI e XVII secolo, lo storico e scrittore Pompeo, autore peraltro di una Descrizione, tra le fonti seicentesche più considerate per la storia bolognese, nonché il medico e cattedratico Enea, che nell'ateneo bolognese insegnò nell'ordine logica, filosofia e medicina. All'inizio del Seicento, comunque, altri esponenti di essa entrarono in Senato: nel 1621 con Costanzo, mentre il figlio di questi, Pompeo, che ebbe un ruolo di riformatore, fu senatore dal 1635 e Gonfaloniere di giustizia nel 1640, anno in cui morì.
Il conte Filiberto, ultimo esponente della famiglia, morto nel 1691, occupò l'VIII seggio del Senato bolognese dal 1662. Nel testamento scrisse che il Palazzo restasse alla sua discendenza "sino alla fine dei tempi", mentre dopo la sua morte il Palazzo fu prima affittato, poi venduto.
Alla famiglia appartenne il giuspatronato della chiesa di San Giorgio a Vizzano, mentre il predetto conte Filiberto arricchì di opere d'arte la chiesa parrocchiale Sant'Andrea di Cadriano.